# Pablo Zabaleta
Pablo Javier Zabaleta (ur. 16 stycznia 1985 w Buenos Aires) – argentyński piłkarz, który grał na pozycji obrońcy. Posiada podwójne obywatelstwo - oprócz argentyńskiego także hiszpańskie. Najwięcej występów w swojej karierze zaliczył dla angielskiego klubu Manchester City.
Srebrny medalista Mistrzostw Świata w 2014 roku oraz Copa América w 2015 roku. Uczestnik Copa América w 2011 roku.

## Kariera
Jest wychowankiem klubu San Lorenzo de Almagro. Od 2005 roku występował w Espanyolu Barcelona. do którego trafił za 3 miliony euro. W styczniu 2007 uległ kontuzji, która wykluczyła go z gry na 3 miesiące.
W 2008 roku został powołany do reprezentacji U-23, prowadzonej przez Sergio Batistę na Igrzyska Olimpijskie w Pekinie, gdzie Argentyna zdobyła złoty medal. W tym samym roku podpisał pięcioletni kontrakt z Manchesterem City po tym, jak odrzucił ofertę Juventusu. Suma transferu wyniosła 6,45 mln funtów.
W sezonie 2012/13 Zabaleta został wybrany najlepszym piłkarzem roku Manchesteru City.
W październiku 2020 r. zakończył karierę.

## Sukcesy
- RCD Espanoyl
  - Zdobywca Pucharu Króla (1): 2005/06
- Manchester City
  - Mistrzostwo Anglii (2): 2011/12, 2013/2014
  - Zdobywca Tarczy Wspólnoty (1): 2012
  - Zdobywca Pucharu Anglii (1): 2011
  - Zdobywca Pucharu Ligi Angielskiej (2): 2014, 2016
  - Finalista Pucharu Anglii (1): 2013

### Reprezentacja
- Mistrzostwa Świata 2014:  Srebrny
- Copa América 2015:  Srebrny